# 愛自然
iNaturalist 简称 iNat，台湾中文名稱為愛自然，是一个藉由社群網路实现的公众科学项目，在线运营同名生物数据库网站和流動應用程式，旨在让全球各地的人们發现、记录並分享身边的物种信息，用户包括专家学者、教师、学生、業餘爱好者等。iNat 通过社交网络，将专业研究人员与普通群众连接起来，使业余观察者随手记录的资料，成为生物多樣性研究的重要参考信息。

## 概要
iNat 起初为2008年加州大學柏克萊分校信息学院三名硕士生（Nate Agrin、Jessica Kline 和 Ken-ichi Ueda）的毕业设计项目，2014年该项目被加州科學院收購，2017年以後为加州科学院与國家地理學會共同持有。
iNat 移动应用程序是世界上最受欢迎的自然科学类应用软件之一，自2017年以来添加了自动物种识别工具，当用户拍摄或上传一张动植物照片後，软件便会调取数据库中的海量信息快速识别物种，帮助用户了解身边的动植物。向 iNat 平台上传物种照片並填写相关信息後，还会由专家学者和普通用户协助鑑別，並持续观察和记录。用户在接收 iNat 社区给出的物种鑑定結果的同时，亦可讨论或帮助辨认其他用户分享的物种。
分享到 iNat 平台的物种观察记录，可为科研项目、保育组织及广大群众提供有价值的開放數據，这些记录被专家鑑定为“研究级”數據後，通常会被整合到其他数据库中，例如全球生物多樣性資訊機構（英文縮寫：GBIF）和澳大利亚生物图集（英文縮寫：ALA）。
從2012年起，iNat 的参与人数大约每年增长一倍；到2014年时，iNat 用户對全球动植物、真菌和其他生物的觀察记录达到了100万条；截至2024年8月末，觀察记录已超过2.2亿条。